# Kasteel van Corroy-le-Château
Het Kasteel van Corroy-le-Château is een kasteel in het Belgische dorpje Corroy-le-Château. In dit dorp werd het feodaal kasteel rond 1270 gebouwd door de graaf Godfried I van Vianden, naar het model van het Louvre. Het kasteel wordt beschouwd als een van de best bewaarde kasteelburchten van Noord-Europa. Het was sinds 1540 in handen van de heren van Nassau-Corroy, een gewettigde bastaardtak van de graven van Nassau-Breda. Via het huwelijk van de laatste telg van deze familie, Amalie Constance Marie gravin van Nassau-Corroy, met markies Gillion de Trazegnies d'Ittre, kwam het in handen van de familie de Trazegnies, die het bleef bewonen. Markiezin de Trazegnies, geboren Marie Nothomb (1917-2009), woonde er tot aan haar dood.
Na het overlijden van markies Jean de Trazegnies (1919-1982) ontstond onenigheid onder de erfgenamen. De weduwe behield het vruchtgebruik, terwijl de drie kinderen de naakte eigendom verwierven. Twee van hen wilden hun aandeel verkopen, waar de derde zich tegen verzette, wat tot lange procedures aanleiding gaf. Uiteindelijk gaf een arrest toelating tot uit onverdeeldheid treden en werd het domein openbaar verkocht.

## Wim Delvoye en historische woonsteden
Op 22 september 2008 werd het kasteel tijdens een openbare veiling gekocht door de kunstenaar Wim Delvoye. Delvoye verklaarde dat hij in het kasteel een museum voor hedendaagse kunst wil inrichten. Zijn eigen werk zou tentoongesteld worden, maar ook dat van bevriende kunstenaars. Een openingsdatum werd niet bekendgemaakt.
De mede-eigenaar, markies Olivier de Trazegnies, nam na de openbare verkoop contact op met Delvoye en deed een tegenbod; de markies kocht via een BV het kasteel terug van Delvoye en schonk de aandelen in de vennootschap in 2010 aan de Koninklijke Vereniging der Historische Woonsteden en Tuinen van België.
Markies Olivier de Trazegnies bewoont het nog steeds en heeft van het kasteel een centrum gemaakt voor culturele activiteiten, seminaries enzovoort.

## Galerij

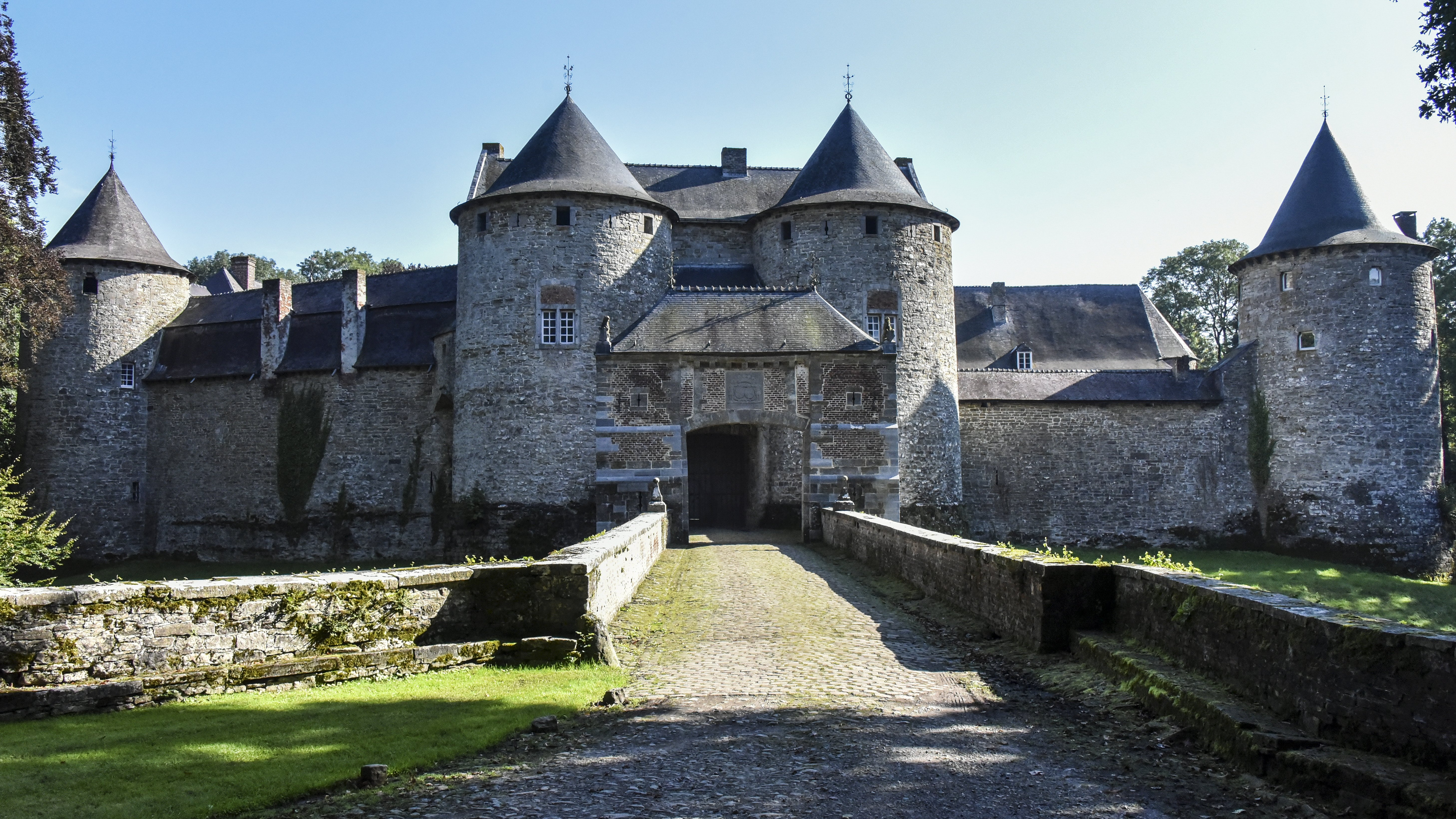
Het kasteel
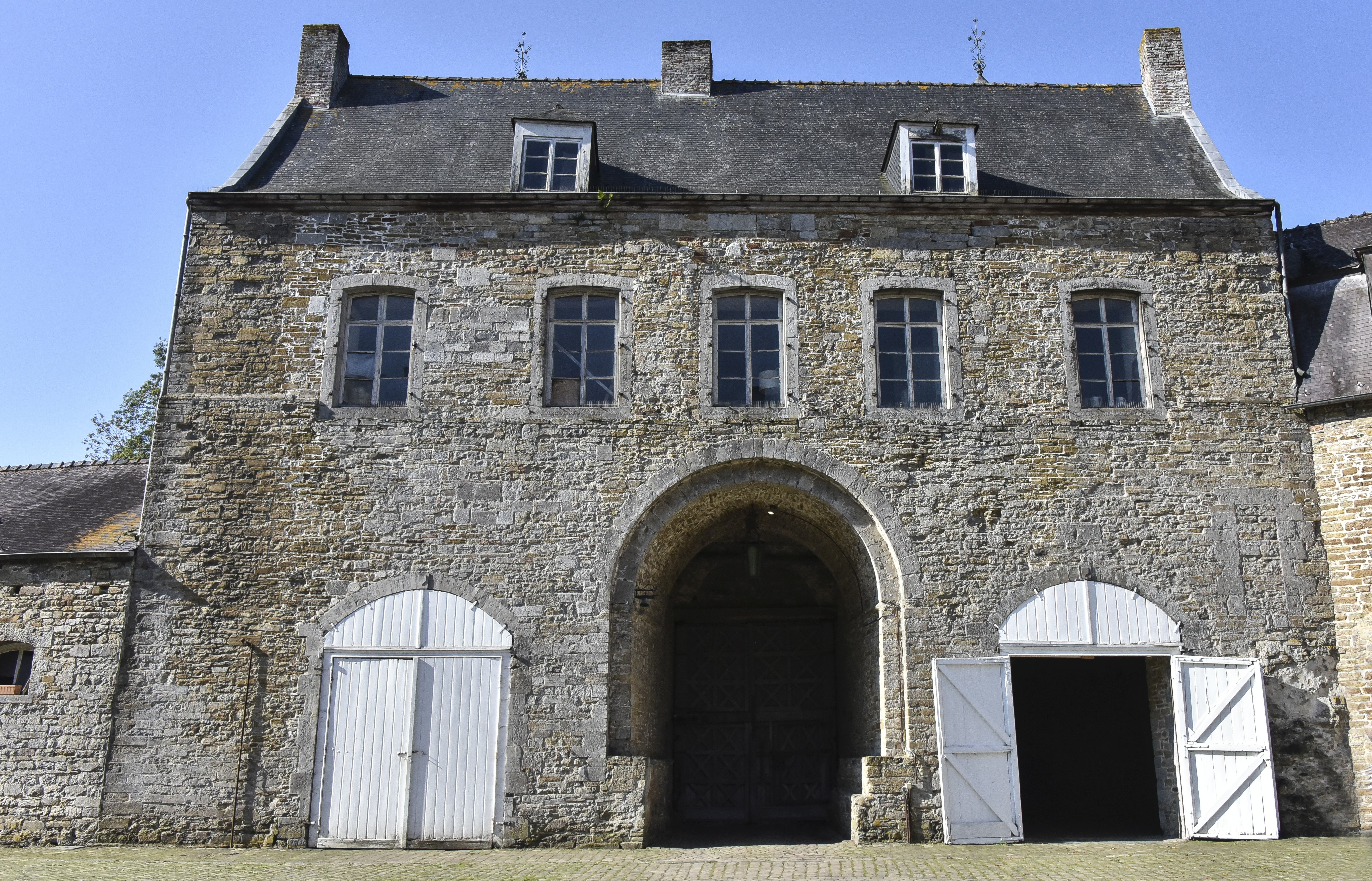
Binnenzijde van het poortgebouw
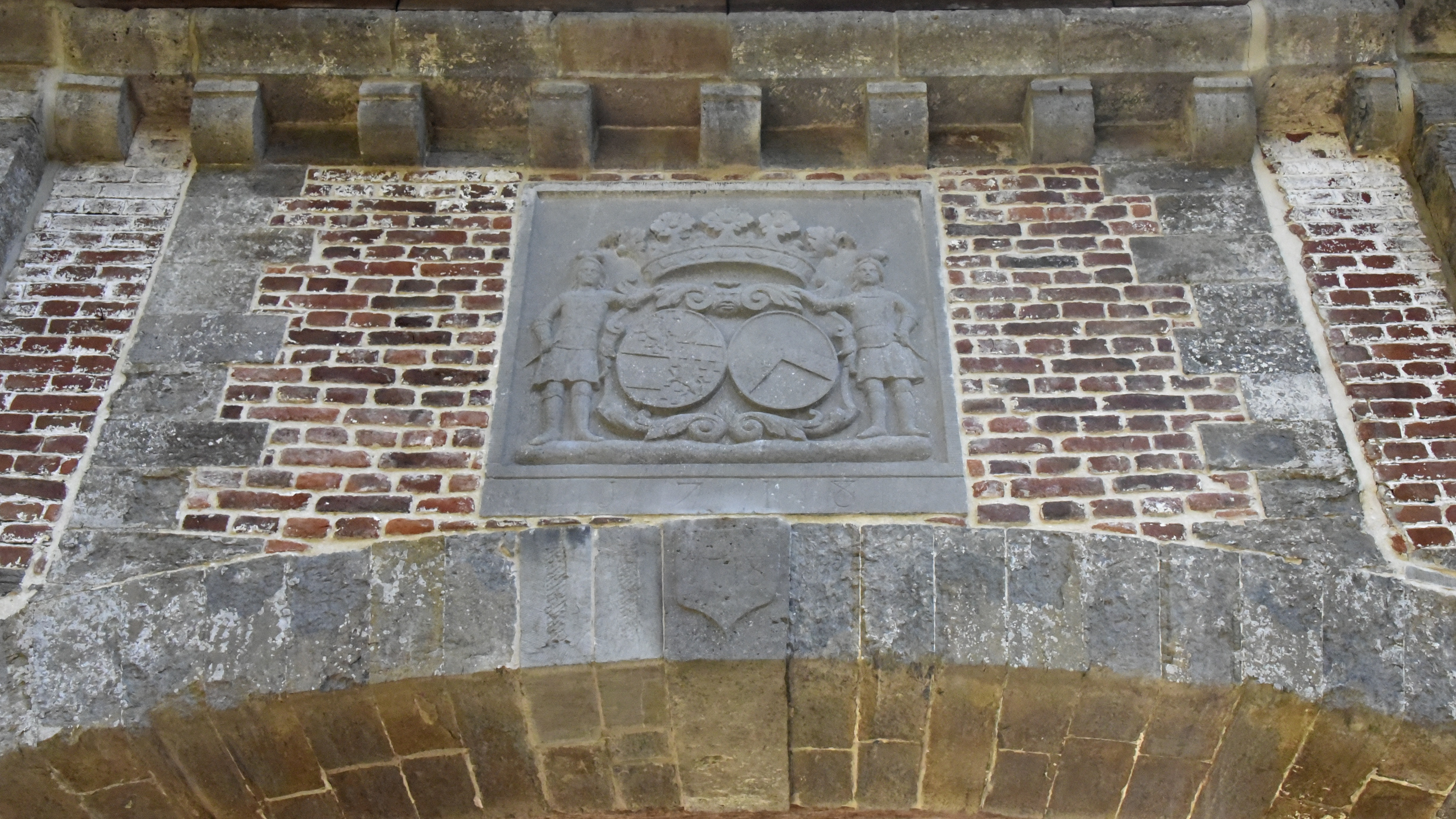
Wapen
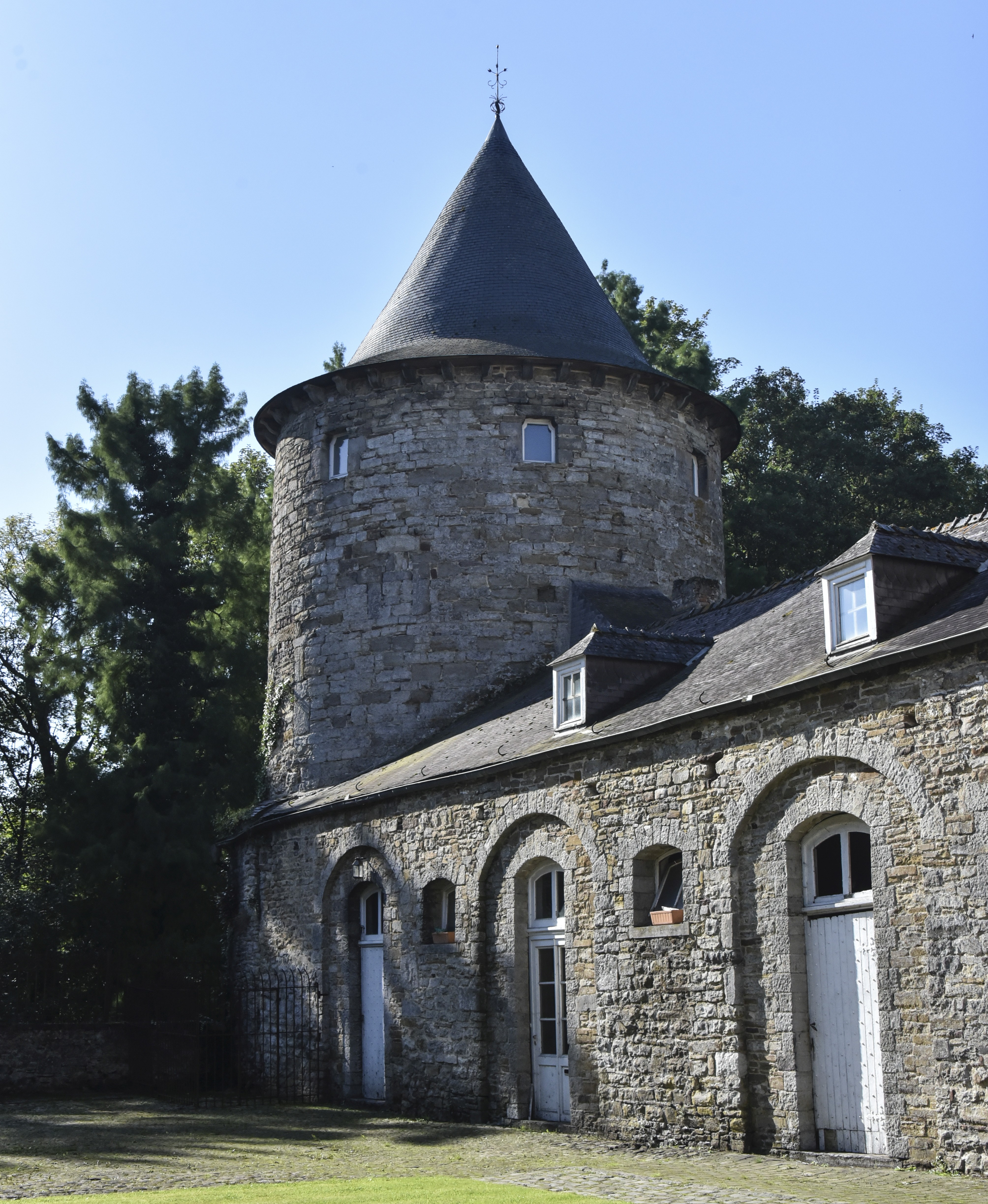
Hoektoren